# Corredor Togo-Dahomey

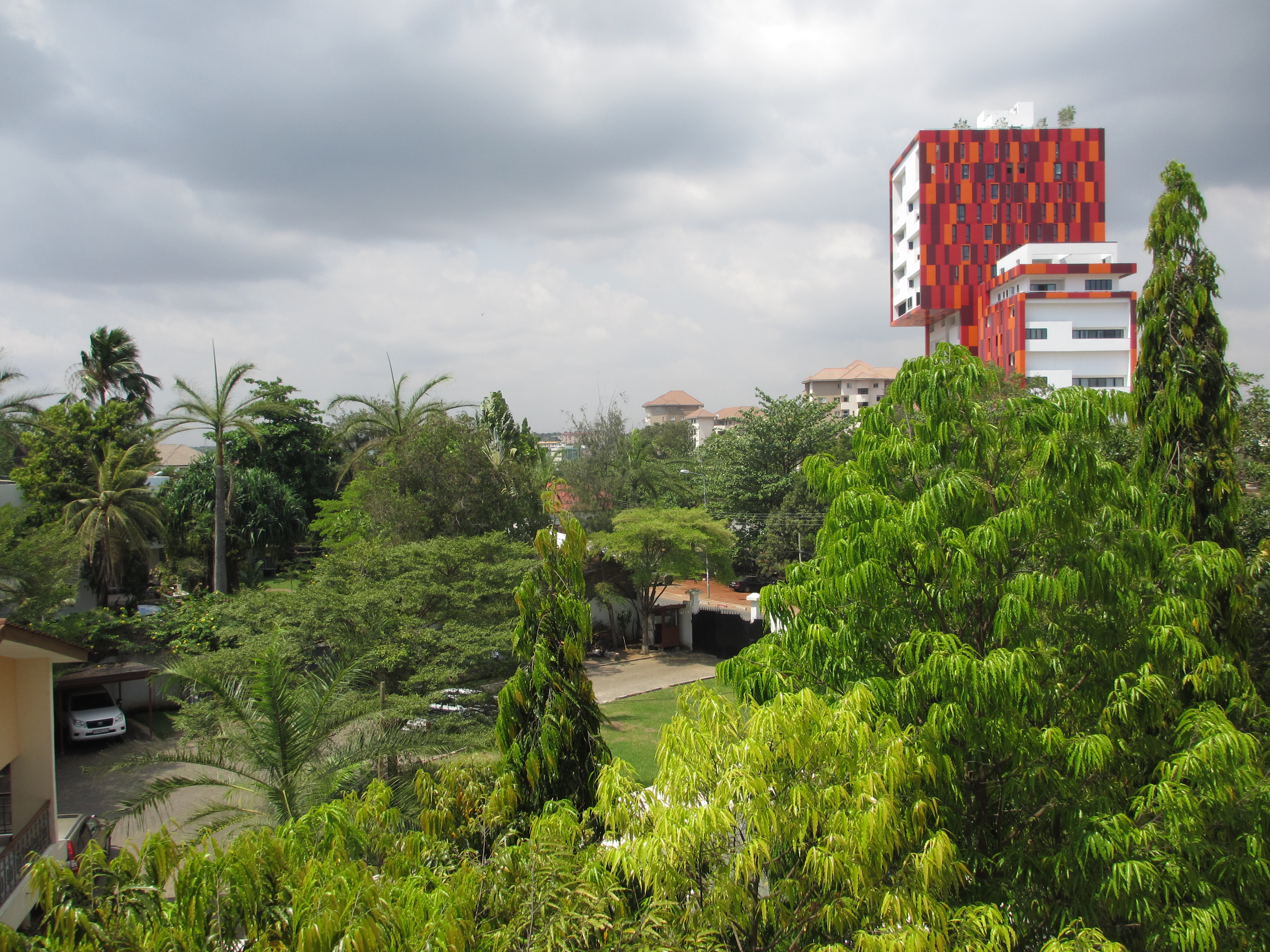
Vista dels voltants d'Accra, principal ciutat dins del Corredor Togo-Dahomey

El Corredor-Togo-Dahomey, en anglès: Dahomey Gap és una part del mosaic de sabana boscosa de Guinea que discorre per les costes de Benín, Togo i Ghana, separant la zona boscosa que cobreix gran part del sud d'aquesta regió en dues parts separades. La regió boscosa occidental del corredor rep el nom de Boscos de Guinea Superior (Upper Guinean forests) o zona boscosa de Guinea, i la part a l'est del corredor s'anomena Boscos de Guinea inferiors, (Lower Guinean forests) boscos del Guinea-Congo inferiors o Zona Boscosa del Congo.
La principal ciutat del corredor és Accra. Diverses altres ciutat es troben a la vora, com per exemple, Kumasi.

## Causes de la sequedat
La sequedat que presenta aquest corredor és inusual, donat que està envoltada per unes bandes monsó molt humit per tots els costats i no hi ha muntanyes que provoquin una ombra pluviomètrica. La pluviometria mitjana anual de la ciutat d'Accra és de només 720 litres, la qual cosa és menys de la meitat de la quantitat que necessita (l'evapotranspiració) la selva tropical humida que es podria esperar en la latitud de 6º on es troba aquesta ciutat.
La causa de la sequedat del corredor Togo-Dahomey és la següent:
- A l'hivern, les altes pressions centrades al Sàhara envien vents alisis del nord-est sobre Àfrica occidental, que creen una estació seca general que també inclou aquest corredor.

- A l'estiu, es forma un enorme sistema de baixes pressions conegut com el monsó sobre la totalitat de les terres de l'Àfrica-Euràsia. Està centrat aproximadament sobre el Rajasthan i la gran barrera de l'Himàlaia evita que passi més cap a l'oest, s'estén a Àfrica occidental i hi crea una estació plujosa amb el màxim en el mes de juny a la costa i a l'agost a l'interior del continent.

- A la costa de la regió de més pluviometria (Guinea, Sierra Leone, Libèria) els pendents de la costa van del sud-est al nord-est.

- Tanmateix, al corredor Togo-Dahomey, els pendents de la costa són del nord-est al sud-oest i la pluja provocada per vents de l'oest cau paral·lela a la costa, això significa que no es veu forçada a augmentar la seva humitat i, per tant, el clima resulta més sec amb només una breu estació humida de maig a juny. Per tant, hi predomina la sabana

## Història geològica
Les evidències de la biogeografia suggereixen que el corredor Togo-Dahomey ha estat significatiu des de fa més de 90 milions d'anys. Murphy i Collier, en la seva anàlisi dels peixos de la família Aplocheilidae mostren una divisió entre les espècies que atribueixen a la presència d'una mar epicontinental entre el Cenomanià tardà i el principi de l'Eocè.
 Aquesta discontinuïtat ja havia estat detectada en les espècies de plantes per White i està suportat per l'anàlisi del clade de les plantes del cafè, Coffea, per Maurin et al.
El corredor de Togo-Dahomey ha existit en la seva forma actual només des de fa uns quatre mil anys. Durant gran part del Quaternari, les condicions seques havien provocat que en l'actual zona boscosa presentés poca o gens de selva plujosa. Tanmateix, en els períodes interglacials la pluviometria augmentava molt a aquest corredor, donava lloc a la selva plujosa i en desapareixia la sabana.